# Daniel Serra
Daniel Serra (San Paolo, 24 febbraio 1984) è un pilota automobilistico brasiliano, vincitore due volte della 24 Ore di Le Mans nella classe GT Pro e tre volte del campionato Stock Car Brasil. Dal 2020 è pilota ufficiale della Ferrari nelle competizioni GT.

## Carriera

### Gli inizi
Figlio del tre volte campione di Stock Car Brasil ed ex pilota di Formula 1 Chico Serra, Daniel Serra inizia ad correre in kart all'età di 14 anni, dopo aver ricevuto l'autorizzazione dai genitori. Nel 2002 esordisce in monoposto correndo nella Formula Renault 2.0 Brasile e rimane nella serie per tre anni conquistando diverse vittorie e chiudendo secondo nel 2004. Nel 2006, seguendo le orme del padre, passa alla serie Stock Car Light dove vince tre gare sulle nove disputate e diventa vice campione.

### Stock Car Brasil

#### Red Bull Racing (2007-2016)
Nel 2007 esordisce nella Stock Car Brasil con il team Red Bull Racing alla guida della Chevrolet Astra. Lo stesso anno corre anche la 1000 miglia del Brasile valida per la Le Mans Series. La sua prima vittoria nella serie Stock Car arriva nel 2009 sul Circuito di Jacarepaguá a guida della Peugeot 307. Nel 2010 vince il campionato endurance brasiliano con il team Via Itália. Negli anni successivi continua a correre nella serie brasiliana con il team Red Bull Racing conquistando dieci vittorie, nel 2016 a guida della Chevrolet Cruze chiude terzo in campionato dietro a Felipe Fraga e Rubens Barrichello.

#### Eurofarma RC (2017-ad oggi)
Nel 2017 passa al team Eurofarma RC, nella sua prima stagione con il nuovo team conquista quattro gare e vince il suo primo titolo nella Stock Car Brasil, un'impresa che ripeterà nella stagione successiva. Nel 2019 conquista il suo terzo campionato consecutivo, raggiungendo sul padre. Nel 2021 sfiora di nuovo il titolo arrivando secondo dietro a Gabriel Casagrande.

### WEC e 24 Ore di Le Mans

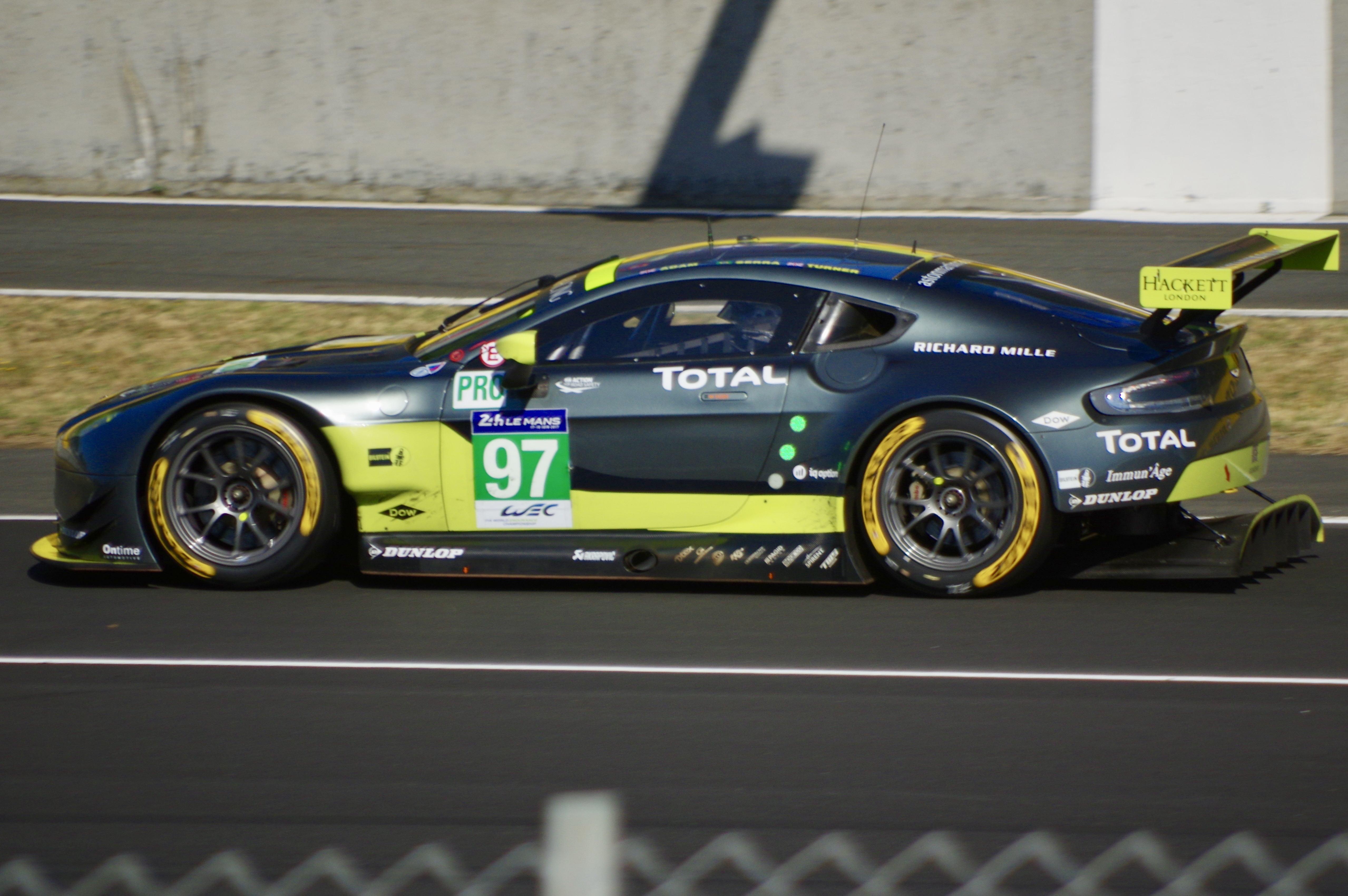
Daniel Serra nel 2017 con il team Aston Martin Racing

A livello internazionale, nel 2017 ha gareggiato part-time nel Campionato del mondo endurance nella classe LMGTE Pro per il team Aston Martin Racing. Durante l'anno insieme a Darren Turner e Jonathan Adam vince la 24 Ore di Le Mans. Dalla stagione 2018-2019 passa al team AF Corse guidando la Ferrari 488 GTE Evo. Insieme a Alessandro Pier Guidi e James Calado vince la 24 Ore di Le Mans del 2019, la seconda Le Mans per Serra.

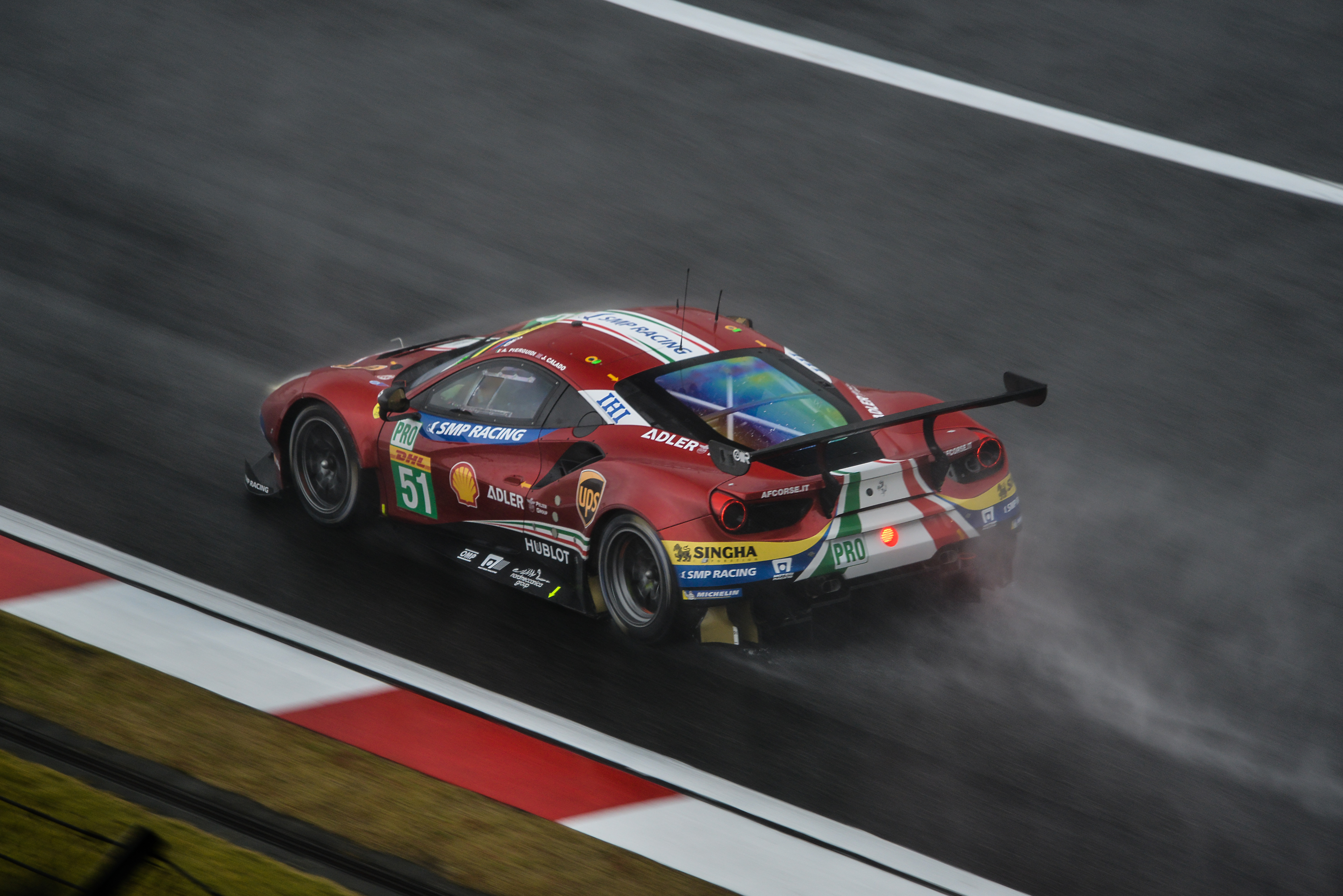
Daniel Serra nel 2018 a guida della Ferrari 488 GTE Evo

Nel 2020 Serra insieme a Nicklas Nielsen diventa pilota ufficiale della Ferrari GT, nello stesso anno sfiora la sua terza 24 Ore di Le Mans consecutiva, chiudendo al secondo posto dietro il team Aston Martin Racing. L'anno seguente partecipa al intera stagione 2021 del WEC sempre con il team AF Corse con i nuovi compagni, Miguel Molina e Sam Bird. Durante la stagione conquista tre podi e chiudono quarti in campionato. Per la stagione 2022 Serra partecipa solo alla 24 Ore di Le Mans con Calado e Pier Guidi, l'equipaggio chiudono secondi dietro la Porsche GT Team.
Per la stagione 2023 del WEC si unisce alla Kessel Racing per partecipare nella classe LMGTE. A gennaio del 2024 con la Ferrari 296 GT3 riesce a vincere nella classe GTD Pro la 24 Ore di Daytona.
Nel 2025 disputerà il campionato IMSA con Conquest Racing su una Ferrari 296 GT3 al fianco di Manny Franco. 

## Risultati

### Campionato del mondo endurance (WEC)
| Anno    | Squadra             | Classe    | Vettura                  | SIL | SPA | LMS | NÜR | MEX | COA | FUJ | SHA | BHR | Punti | Pos. |
| ------- | ------------------- | --------- | ------------------------ | --- | --- | --- | --- | --- | --- | --- | --- | --- | ----- | ---- |
| 2017    | Aston Martin Racing | LMGTE Pro | Aston Martin Vantage GTE | 7   | 7   | 1   | 7   | Rit | 5   |     |     |     | 79    | 9º   |
| Anno    | Squadra             | Classe    | Vettura                  | SPA | LMS | SIL | FUJ | SHA | SEB | SPA | LMS |     | Punti | Pos. |
| 2018-19 | AF Corse            | LMGTE Pro | Ferrari 488 GTE Evo      |     | 4   |     |     |     | 4   |     | 1   |     | 71    | 6º   |
| Anno    | Squadra             | Classe    | Vettura                  | SIL | FUJ | SHA | BHR | COA | SPA | LMS | BHR |     | Punti | Pos. |
| 2019-20 | AF Corse            | LMGTE Pro | Ferrari 488 GTE Evo      |     |     |     |     |     |     | 2   | 12  |     | 36    | 14º  |
| Anno    | Squadra             | Classe    | Vettura                  | SPA | ALG | MNZ | LMS | BHR | BHR |     |     |     | Punti | Pos. |
| 2021    | AF Corse            | LMGTE Pro | Ferrari 488 GTE Evo      | 3   | 2   | 4   | 10  | 4   | 3   |     |     |     | 92    | 4º   |
| Anno    | Squadra             | Classe    | Vettura                  | SEB | SPA | LMS | MON | FUJ | BHR |     |     |     | Punti | Pos. |
| 2022    | AF Corse            | LMGTE Pro | Ferrari 488 GTE Evo      |     |     | 2   |     |     |     |     |     |     | 36    | 8º   |
| Anno    | Squadra             | Classe    | Vettura                  | SEB | ALG | SPA | LMS | MON | FUJ | BHR |     |     | Punti | Pos. |
| 2023    | Kessel Racing       | LMGTE Am  | Ferrari 488 GTE Evo      | 3   | 10  | 8   | Rit |     |     | 5   |     |     | 43    | 11°  |
| Legenda |                     |           |                          |     |     |     |     |     |     |     |     |     |       |      |

* Stagione in corso.

### 24 Ore di Le Mans
| Anno | Classe    | N° | Gomme | Vettura                  | Squadra             | Co-piloti                          | Giri | Pos. Assol. | Pos. di Classe |
| ---- | --------- | -- | ----- | ------------------------ | ------------------- | ---------------------------------- | ---- | ----------- | -------------- |
| 2017 | LMGTE Pro | 97 | M     | Aston Martin Vantage GTE | Aston Martin Racing | Darren Turner Jonathan Adam        | 340  | 17º         | 1º             |
| 2018 | LMGTE Pro | 51 | M     | Ferrari 488 GTE Evo      | AF Corse            | Alessandro Pier Guidi James Calado | 339  | 22º         | 7º             |
| 2019 | LMGTE Pro | 51 | M     | Ferrari 488 GTE Evo      | AF Corse            | Alessandro Pier Guidi James Calado | 342  | 20º         | 1º             |
| 2020 | LMGTE Pro | 51 | M     | Ferrari 488 GTE Evo      | AF Corse            | Alessandro Pier Guidi James Calado | 346  | 21º         | 2º             |
| 2021 | LMGTE Pro | 52 | M     | Ferrari 488 GTE Evo      | AF Corse            | Sam Bird Miguel Molina             | 331  | 37º         | 5º             |
| 2022 | LMGTE Pro | 51 | M     | Ferrari 488 GTE Evo      | AF Corse            | Alessandro Pier Guidi James Calado | 350  | 29º         | 2º             |
| 2025 | LMGTE Pro | 57 | G     | Ferrari 296 GT3          | Kessel Racing       | Takeshi Kimura Casper Stevenson    | 339  | 40º         | 8º             |

### 24 Ore di Daytona
| Anno | Squadra           | Co-piloti                                         | Vettura                     | Classe  | Giri | Pos. Assol. | Pos. di Classe |
| ---- | ----------------- | ------------------------------------------------- | --------------------------- | ------- | ---- | ----------- | -------------- |
| 2013 | Scuderia Corsa    | Francisco Longo Raphael Matos Xandinho Negrão     | Ferrari 458 Italia Grand-Am | GT      | 576  | 38°         | 24°            |
| 2014 | Scuderia Corsa    | Francisco Longo Marcos Gomes Xandinho Negrão      | Ferrari 458 Italia GT3      | GTD     | 649  | 29°         | 10°            |
| 2015 | Scuderia Corsa    | Francisco Longo Marcos Gomes Andrea Bertolini     | Ferrari 458 Italia GT3      | GTD     | 545  | 32°         | 14°            |
| 2016 | Scuderia Corsa    | Alessandro Pier Guidi Alexandre Prémat Memo Rojas | Ferrari 488 GTE             | GTLM    | 721  | 10°         | 4°             |
| 2018 | Spirit of Race    | Paul Dalla Lana Pedro Lamy Mathias Lauda          | Ferrari 488 GT3             | GTD     | 571  | 44°         | 21°            |
| 2019 | Spirit of Race    | Paul Dalla Lana Pedro Lamy Mathias Lauda          | Ferrari 488 GT3             | GTD     | 349  | DNF         | DNF            |
| 2020 | Risi Competizione | James Calado Alessandro Pier Guidi Davide Rigon   | Ferrari 488 Evo             | GTLM    | 738  | DNF         | DNF            |
| 2021 | AF Corse          | Matteo Cressoni Simon Mann Nicklas Nielsen        | Ferrari 488 GT3 Evo         | GTD     | 743  | 29°         | 8°             |
| 2022 | Risi Competizione | Davide Rigon James Calado Alessandro Pier Guidi   | Ferrari 488 GT3 Evo         | GTD Pro | 711  | 19°         | 2°             |
| 2024 | Risi Competizione | Davide Rigon James Calado Alessandro Pier Guidi   | Ferrari 488 GT3 Evo         | GTD Pro | 733  | 19°         | 1°             |